# Drepanolejeunea perissodonta
Drepanolejeunea perissodonta là một loài Rêu trong họ Lejeuneaceae. Loài này được (Stephani) Bischl. mô tả khoa học đầu tiên năm 1964.